# Fernando IV da Hungria
Fernando IV (Viena, 8 de setembro de 1633 – 9 de julho de 1654) da Casa de Habsburgo foi Rei da Germânia, da Hungria e da Boêmia.

## Vida

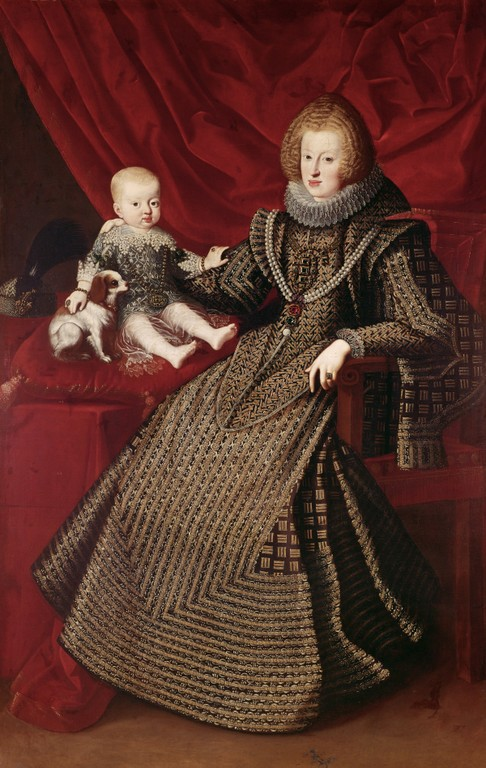
Fernando IV quando criança com sua mãe Maria Ana de Espanha.

Ele foi o primogênito do Imperador Fernando III da Germânia e de sua primeira esposa Maria Ana de Espanha. Seus avós maternos foram Filipe III de Espanha e Margarida da Áustria. Era o irmão mais velho de Mariana da Áustria e Leopoldo I da Germânia.
O arquiduque Fernando IV foi feito Rei da Boêmia em 1646, Rei da Hungria em 1647 e já havia sido designado Rei dos Romanos (futuro sucessor de Fernando III, governante do Sacro Império Romano-Germânico) em 1652, quando da visita de vários príncipes-eleitores a seu pai em Praga. Em 31 de maio de 1653, foi eleito em Augsburg como Fernando IV, Rei dos Romanos e coroado em Ratisbona em 18 de junho do mesmo ano pelos príncipes-eleitores e o arcebispo de Mogúncia Philipp von Schönborn. Um ano depois morreu em Viena de varíola, precedendo a seu pai, deixando o seu irmão mais novo, o futuro Leopoldo I da Germânia, como herdeiro do trono.
Sua devoção por Nossa Senhora do Loreto fez com que constasse de seu testamento, que seu coração deveria ser enterrado sob a capela de Nossa Senhora do Loreto na igreja do pátio do castelo. Isto se tornou tradição, de maneira que os corações em uma urna dos Habsburgos, que o sucederam, foram lá enterrados.